# Voie rapide (film)
Pour l’article homonyme, voir Voie rapide.
Pour plus de détails, voir Fiche technique et Distribution.
Voie rapide est un film français réalisé par Christophe Sahr, présenté en octobre 2011 au Festival international du film francophone de Namur et sorti en salles en France en 2012.

## Synopsis
Un jeune passionné de tuning et d'automobile délaisse peu à peu sa petite amie. Mais il provoque un accident mortel qui le confronte à la culpabilité après avoir pris la fuite.

## Fiche technique
- Titre : Voie rapide
- Titre alternatif: Freeway
- Réalisation : Christophe Sahr
- Scénario : Olivier Gorce, Elodie Monlibert, Christophe Sahr
- Photographie : Julien Poupard
- Montage : Isabelle Poudevigne
- Musique : Martin Wheeler
- Production :  Sésame Films, Cinémage 5
- Distributeur : Epicentre Films
- Pays d'origine :  France
- Langue : français
- Format : couleur
- Genre : drame
- Durée : 90 minutes
- Dates de sortie :
  - Belgique : 2 octobre 2011 (Festival international du film francophone de Namur)
  - France : 8 août 2012

## Distribution
- Johan Libéreau : Alex
- Christa Theret : Rachel
- Isabelle Candelier : Marthe
- Guillaume Saurrel : Max
- Elise Berthelier : Anna
- Kataryna Fernandes : Jennyfer
- Catherine Javelot : La mère d'Alex
- Nicolas Plouhinec : Julien
- Farid-Éric Bernard : Sélim

## Critiques
Le début du film ressemble à Fast and Furious, mais prend par la suite « le chemin d'une chronique sociologicoromanesque ». Le réalisateur, dont c'est le premier film, a su éviter l'analyse sociologique des jeunes marginaux.